# Eve: Valkyrie
Eve: Valkyrie est un jeu vidéo multijoueur de Combat spatial développé et édité par CCP. Il est jouable avec les casques de réalité virtuelle Oculus Rift et PlayStation VR. Il est sorti en mars 2016 sur Microsoft Windows et en octobre 2016 sur PlayStation 4.

## Accueil
- Jeuxvideo.com : 16/20[5]